# Donnellson (Illinois)
Pour les articles homonymes, voir Donnellson (homonymie).
Donnellson est un village des comtés de Bond et Montgomery dans l'Illinois, aux États-Unis,. Le village est fondé vers 1858 et incorporé le 13 juin 1897.

## Démographie
Lors du recensement de 2010, le village comptait une population de 210 habitants. Elle est estimée, en 2016, à 201 habitants.

## Source de la traduction
- (en) Cet article est partiellement ou en totalité issu de l’article de Wikipédia en anglais intitulé « Donnellson, Illinois » (voir la liste des auteurs).